# Psilorhynchus melissa
Psilorhynchus melissa är en fiskart som beskrevs av Conway och Maurice Kottelat 2010. Psilorhynchus melissa ingår i släktet Psilorhynchus och familjen Psilorhynchidae. IUCN kategoriserar arten globalt som otillräckligt studerad. Inga underarter finns listade i Catalogue of Life.